# Cecil Harcourt Smith
Sir Cecil Harcourt Smith (Staines, 11 settembre 1859 – 27 marzo 1944) è stato un archeologo britannico.

## Biografia
Era il secondogenito di William Smith, e di sua moglie, Harriet Harcourt, figlia di Frederic Harcourt. Frequentò il Winchester College.

## Carriera
Nel 1879 entrò a far parte del dipartimento di antichità greca e romana al British Museum. Presto divenne noto come un archeologo nascente e nel 1887 fu un fondatore, redattore e collaboratore per la Classical Review.
Nel 1887 venne assegnato alla missione diplomatica in Persia. Nel 1892 sposò Alice Edith, figlia di H. W. Watson, ebbero due figli: Simon e Gilbert.
Dal 1895 al 1897 gli fu concesso il congedo straordinario per assumere la direzione della scuola britannica di Atene. La scuola aveva appena ricevuto una sovvenzione annua dal Ministero del tesoro e fu in grado di estendere la propria attività. Iniziò gli scavi sull'isola di Melos, che ha contribuito molto alla conoscenza della civiltà egea. Mentre era ad Atene, Harcourt-Smith fu promosso custode assistente del suo reparto al British Museum.

### Direttore e segretario del Victoria and Albert Museum
Nel 1908 Harcourt-Smith è diventato presidente di una Commissione del Victoria and Albert Museum, istituito per esaminare le collezioni di arte applicata a South Kensington che era stato acquistato dal governo dopo la grande esposizione del 1851.
Nel 1909 accettò la carica di direttore e segretario sotto la nuova organizzazione. Harcourt-Smith rimase al Victoria and Albert Museum fino al suo pensionamento nel 1924. Durante quel periodo ha introdotto molti miglioramenti. Ha generato lo status del personale tecnico e negoziato per loro lo stesso rango e pagare come i funzionari del British Museum. Era sotto la sua direzione che il museo ha acquistato la collezione George Salting, le sculture di Auguste Rodin (ora trasferite alla Tate Gallery), raccolta di costumi di Talbot Hughes, la biblioteca di Alma Tadema, ceramica coreana di Le Blon e le vetrate di John Pierpoint Morgan.
Un anno dopo il suo ritiro Harcourt-Smith è stato nominato Surveyor of the Royal Works of Art (1928-1936) fu anche geometra di opere d'arte reale. Ha giocato una parte importante nella fondazione del comitato centrale per la cura delle chiese, è stato Presidente del Church Building Society e vicepresidente del British Institute of Industrial Art and the British Society of Master Glass Painters. È stato anche vicepresidente della società ellenica, presidente della Society of Civil Servants e British representative on the International Office of Museums. Egli fu membro onorario della British Drama League e un socio onorario del Royal Institute of British Architects.

## Morte
Morì il 27 marzo 1944.
Scrisse per le riviste d'arte e anche pubblicato una serie di monografie: The Collection of J. Pierpont Morgan (1913), The Art Treasures of the Nation (1929), e The Society of the Dilettanti: its Regalia and Pictures (1932).